# KFNB – Nestor bis Ariadne, Bihar bis Üllö, Jason II
Die Dampflokomotiven „NESTOR“ bis „ARIADNE“, „BIHAR“ bis „Üllö“ und „JASON II“ waren Personenzuglokomotiven der KFNB.

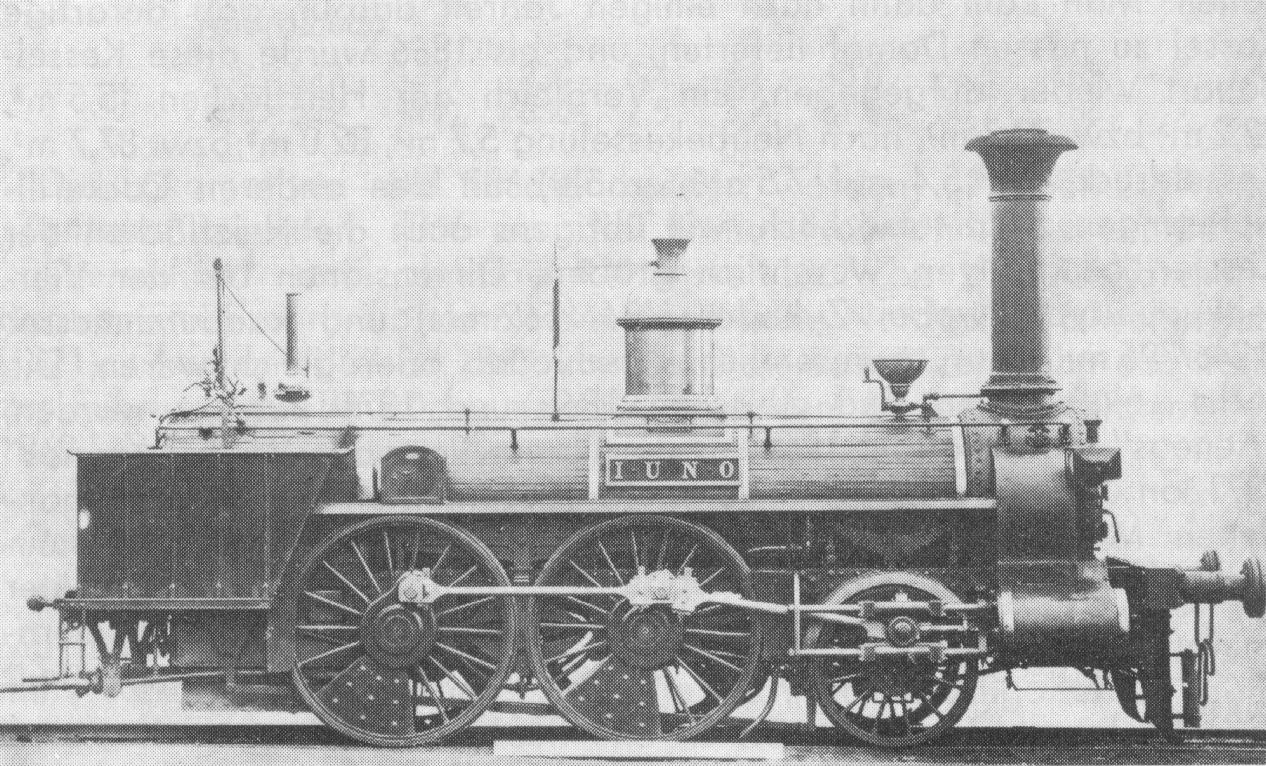
KFNB „Juno“

Alle Lokomotiven (außer BIHAR bis ÜLLÖ) wurden 1846 bis 1851 von der Lokomotivfabrik der Wien-Gloggnitzer Eisenbahngesellschaft in Wien an die KFNB mit der Achsformel 1B geliefert, sie entstammten dem ersten Versuch John Haswells, des Leiters der Fabrik, eine Einheitstype zu entwickeln. Viele Bauteile dieser Maschine waren ident mit jenen der Güterzuglokomotiven „AUSTRIA II“ bis „SALAMANDER“.
Die Lokomotiven waren eine Weiterentwicklung der Stephensonschen Langkesselbauart. Sie hatten Innenrahmen und waagrecht außen liegende Zylinder. Die Räder waren mit Gegengewichten versehen und es gab schon einen Sandstreuer vor den Triebrädern. 
Am 27. Juli 1848 zerknallte der Kessel der Lokomotive „JASON“ auf der Bahnstrecke Wien–Krakau zwischen Hullein und Napajedl.
Zwischen 1853 und 1865 bekamen alle Maschinen größere Kessel. Ab 1866 wurden alle Lokomotiven rekonstruiert, d. h., sie bekamen neue Kessel und andere Umbauten wurden durchgeführt, sodass sie sich untereinander in Details unterschieden. Die Tabelle zeigt die ursprünglichen Dimensionen.
1856 kaufte die KFNB von der Ungarischen Zentralbahn die Loks BIHAR bis ÜLLÖ (vgl. UZB – Czegled bis Bihar).
Später bildeten die Maschinen dieser Type die KFNB-Reihe IIIa.
Die „NAGYMAROS“ wurde 1879 in eine Verbundmaschine 1B-n2v umgebaut. Da man mit ihr aber nicht zufrieden war, wurde sie 1881 wieder in eine Zwillingstype rückgebaut.
Die „MINERVA“ wurde in eine kleinrädrige Güterzuglok umgebaut und kam als 289.13 noch zur BBÖ, wo sie 1924 ausgemustert wurde. Alle anderen Maschinen sind zwischen 1881 und 1900 ausgeschieden worden.